# Fortifikacije v Valletti
Fortifikacije v Valletti (malteško Je-Swar tal-Belt Valletta) je vrsta obrambnih zidov in drugih utrdb, ki obkrožajo mesto Valletta na Malti. Leta 1552 je bila zgrajena prva utrdba, utrdba svetega Elma. Sistematično so jih začeli graditi leta 1566, ko je veliki mojster Jean  Valette ustanovil mesto. V naslednjih stoletjih so bile precej spremenjene, zadnja večja utrdba je bila Lascaris, ki je bila dokončana leta 1856. Večina utrdb je ostala do danes v glavnem nedotaknjena.
Mesto Valletta je zgled idealnega renesančnega mesta zaradi svojih utrdb, pa tudi mestnega življenja.  V 17. stoletju so bile utrdbe znane po vsej Evropi in bi lahko vplivale na oblikovanje dela  Luksemburške trdnjave.  V knjigi iz leta 1878 je Valletta opisana kot "eno najbolj utrjenih [mest] na svetu".  Danes utrdbe v Valletti veljajo za najpomembnejše utrdbe na Malti in so sestavni del Unescovega seznama svetovne dediščine. 

## Zgodovina

### Ozadje
Leta 1524 je bila predlagana gradnja utrjenega mesta na polotoku Sciberras, ko je red svetega Janeza poslal komisijo, da bi pregledala malteške otoke. Takrat je bila edina utrdba na polotoku opazovalni stolp milice, ki ga je postavilo aragonsko kraljestvo leta 1488.  Stolp je bil okrepljen leta 1533, vendar predlagano mesto ni bilo zgrajeno, saj se je red osredotočil na gradnjo utrdb v Birguju, ki je postal njihovo oporišče. 
Leta 1551 so osmanske sile na kratko napadle Malto, nato oplenile otok Gozo in zajele Tripoli v današnji Libiji. Posledica je bila, da je red ustanovil komisijo za izboljšanje otoških utrdb. Leta 1552 je bil aragonski opazovalni stolp porušen in na njegovem mestu zgrajena utrdba svetega Elma. Utrdba je odigrala pomembno vlogo med velikim obleganjem Malte leta 1565. Po mescu ostrih bojev (v katerem je bil ubit osmanski general Dragut, je padla. Vitezi so vzdržali v Birguju in Senglei, dokler niso prišle zmagovite sile. 

### Gradnja
Po zmagi je red prejel finančno pomoč iz Evrope, ki je bila uporabljena za gradnjo novega glavnega mesto na polotoku Sciberras. Papež je poslal italijanskega inženirja Francesca Laparellija, da bi oblikoval mestne utrdbe  po zgledu italijanskega sistema bastijonov.  Najprej je Laparelli oblikoval obzidje z bastijoni, devetimi kavalirji in jarek. Mesto je bilo zasnovano v tlorisu mreže s pomorskim arzenalom in mandračem (manderaggio) – manjše pristanišče za manjše ladje.
Temeljni kamen mesta je položil veliki mojster Jean Valette 28. marca 1566 in novo mesto so v njegovo čast imenovali Valletta. Obzidje je bilo med prvimi objekti v gradnji in je bilo v glavnem končano v 1570-ih. Pri oblikovanju mesta je bilo nekaj sprememb, zgrajena sta bila le dva kavalirja, medtem ko arzenala in mandrača niso nikoli zgradili. Utrdbo svetega Elma, ki je bila močno poškodovana med obleganjem leta 1565, so obnovili in jo vključili v mestno obzidje.
18. marca 1571 je mesto Valletta uradno postalo glavno mesto Malte in sedež reda, čeprav še ni bilo dokončano.  Do konca 16. stoletja je postala Valletta največje naselje na Malti.

### Izboljšave in spremembe
V 17. in 18. stoletju so utrdbe Vallette okrepili z gradnjo različnih zunanjih objektov, sestavljene so bile iz štirih nasprotnih branikov vzdolž sprednjega zemljišča s skrito potjo in glasijo. Severni konec polotoka, tudi utrdba svetega Elma, so ogradili z bastijonskim obzidjem (znan kot Carafa enceinte) v poznih 1680-ih, da bi preprečili dostop z morja.
Kljub spremembam pa obzidje Vallette ni bilo dovolj močno, da bi vzdržalo dolgo obleganje. Leta 1635 se je začela gradnja linije Floriana, ki je obdala Valletto spredaj. Do 18. stoletja je bila spremenjena. Kasneje se je na območju med linijo Floriana in zemljiščem pred Valletto razvilo predmestje Floriana in je zdaj samostojno mesto.
Boke mesta so dodatno zaščitili v 17. in 18. stoletju z gradnjo linij svete Margarete, Cottonere in utrdbe Ricasoli na strani pristanišča ter Manoelove utrdbe in utrdbe Tigne na strani Marsamxetta. Nadaljnji predlogi, tudi gradnja utrdb na Corradinu in v Ta 'Xbiexu, niso bili nikoli uresničeni.

### Francoska zasedba in britanska oblast
Utrdbe Vallette so bile prvič uporabljene ob francoskem vdoru na Malto 9. junija 1798. Red se je predal le tri dni kasneje, 12. junija, in Valletto in utrdbe so predali Francozom. Po ogledu fortifikacij je Napoleon menda pripomnil: "Zelo sem vesel, da so odprli vrata za nas." 
Nekaj mescev po začetku francoske zasedbe so se Maltežani uprli Francozom in blokirali pristanišče s pomočjo Britancev, Neapeljčanov in Portugalcev. Francozom je uspelo, da so v Valletti ostali do septembra 1800, ko se je general Vaubois predal Britancem, ki so prevzeli nadzor nad otoki. 
Med britansko vladavino so utrdbe precej spremenili. Najpomembnejša sprememba je bila gradnja utrdbe Lascaris med letoma 1854 in 1856. Druge spremembe so bile dodajanje baterij in betonskih topovskih gnezd, parapetov in njihovih topovskih strelnic ter gradnja skladišča smodnika. Vsi trije izvirni prehodi do Vallette so bili porušeni, dva so nadomestili z večjimi vrati. 
Britanci so v 19. stoletju večkrat predlagali rušenje utrdb. Prvič je to predlagal generalmajor Henry Pigot na začetku stoletja.  Leta 1853 so predlagali uničenje kavalirja svetega Jakoba, da bi naredili prostor za vojaško bolnišnico. Leta 1855 je sir John Lysaght Pennefather predlagal gradnjo citadele visoko nad mestom na polotoku Sciberras.  Leta 1872 so predlagali rušenje zunanjih objektov, medtem ko so rušenje celotnega prednjega dela predlagali leta 1882. Sčasoma so utrdbe pustili v glavnem nedotaknjene in le manjši del so porušili, kot je luneta svete Magdalene, ki je bila v bližini vhoda v mesto (zdaj je tam  Tritonov vodnjak).
Utrdbe so bile opuščene med poznim 19. in v začetku 20. stoletja. Nekatere dele, kot so utrdbi svetega Elma in Lascaris ter topovske baterije, so uporabljali še po drugi svetovni vojni, utrdba svetega Elma je bila opuščena leta 1972.  Utrdbe so bile uvrščene na seznam starin leta 1925. 
Leta 1960 so podrli mestna vrata Porta Reale iz 19. stoletja, da bi naredili prostor za sodobna mestna vrata. 

### Stanje danes
Prvi načrti za obnovo fortifikacij v Valetti skupaj s tistimi v Birguju, Mdini in citadelo so bili narejeni leta 2006. Obnova se je začela leta 2010, pri čemer je projekt opisan kot "največji v stoletju". Skvoterje so izselili z javnih površin okoli utrdb. Zgornji del utrdbe svetega Elma je bil obnovljen, medtem ko so bili njeni spodnji deli očiščeni. Kapela svetega Roka na braniku svetega Mihaela, ki sta bila bombardirana v drugi svetovni vojni, sta bila obnovljena leta 2014.
Leta 2011 so bila zgrajena mestna vrata, ki so bila zgrajena že leta 1960, a so bila porušena in zgrajena nova, dokončana leta 2014.

## Opis

### Del proti celini
Zemljišča pred Valletto so močno obzidana z bastijoni, obzidje obdaja kopenski dostop do mesta. Tu stojijo: 
- bastijon svetega Mihaela, znan tudi kot Spencerjev bastijon – polbastijon na zahodnem skrajnem delu sprednjega zemljišča. Dva mlina na veter sta bila zgrajena leta 1674, vendar so ju porušili v 19. stoletju. Bastijon je del Hastingsonovih vrtov;
- kurtina svetega Janeza povezuje bastijona svetega Mihaela in svetega Janeza, zdaj del Hastingsonovih vrtov;
- bastijon svetega Janeza je velik topokotni bastijon z rekonstruiranim vogalnim stolpičem na svojem izpostavljenem vogalu. Zdaj del Hastingsonovih vrtov;
  - kavalir svetega Janeza je peterokotni kavalir s pogledom na bastijon svetega Janeza. Zdaj je veleposlaništvo malteškega viteškega reda (Sovereign Military Order of Malta – SMOM) na Malti;
- kurtina Porta Reale, znana tudi kot kurtina svetega Jakoba, stena povezuje bastijona svetega Janeza in Jakoba. Glavna mestna vrata so v steni kurtine. Današnja vrata, ki so jih sicer obnovili petkrat, so bila izdelana med letoma 2011 in 2014 po projektu Renza Piana;

- bastijon svetega Jakoba je velik topokotni bastijon z vogalnim stolpičem na svojem izpostavljenem vogalu. Njegov debeli parapet s topovskimi strelnicami je bil uničen. V njem sta Centralna banka Malte in parkirišče;
  - kavalir svetega Jakoba je peterokotni kavalir s pogledom na bastijon svetega Jakoba, zdaj je kulturno središče;
- kastiljska kurtina – stena povezuje bastijona svetega Jakoba in svetega Petra in Pavla. Njen parapet so v glavnem porušili, da bi naredili prostor za cesto od Floriane do Vallette;
- bastijon svetega Petra in Pavla – dvostopenjski vogalni bastijon na vzhodni skrajni strani spredaj. Zgornji del so zdaj zgornji vrtovi Barrakka, medtem ko je na spodnjem delu topovska baterija. Utrdba Lascaris iz 19. stoletja je pod bastijonom.

Celoten sprednji del je obdan z globokim jarkom. Ostanke spremljajoče baterije v jarku so odkrili leta 2012.
Bastijoni so dodatno zaščiteni s temi zunanjimi objekti:
- prednji branik svetega Mihaela – tristopenjski branik, zgrajen leta 1640 blizu bastijona svetega Mihaela. Njegova nižja stopnja ima vogalni stolpič na izpostavljenem vogalu in kapelico, posvečeno svetemu Roku. Kapela je bila uničena med drugo svetovno vojno, a so jo obnovili leta 2014;
- prednji branik svetega Janeza – peterokotni branik, zgrajen leta 1640 v bližini bastijona svetega Janeza. Njegov izstopajoči vogal ima stolpič in skladišče smodnika. Zdaj se uporablja kot nogometno igrišče;
- luneta svete Magdalene je zaščitila kurtino mestnih vrat (Porta Reale) in vhod v mesto. V 19. stoletju je bila porušena, na njenem mestu je zdaj Tritonov vodnjak;
- prednji branik svetega Jakoba je peterokotni branik, ki so ga zgradili v bližini bastijona svetega Jakoba leta 1640. Njegov izpostavljeni vogal ima stolpič in skladišče smodnika. Njegova osrednja ploščad je del Centralne banke Malte;
- prednji branik svetega Petra in Pavla je  dvostopenjski, zgrajen leta 1640 v bližini bastijona svetega Petra in Pavla. Ima stolpič in skladišče smodnika ter betonsko ploščad za opazovanje.

Zunanji objekti so obdani z jarkom, a je ostal le del, saj je večina zapolnjena z ruševinami. 

### Obzidje Marsamxett
Obzidje ob strani, ki gleda na pristanišče Marsamxett, izhaja iz bastijona svetega Mihaela, dela, obrnjenega proti Valletti, in se konča na bastijonu svetega Jurija v utrdbi svetega Elma. Ima te značilnosti:
- tenalija svetega Andreja je majhna tenalija pod bastijonom svetega Mihaela;
- bastijon svetega Andreja je asimetrični peterokotni bastijon. Je dvostopenjski, v spodnjem delu so bila prvotno vrata Marsamxett, ki so bila porušena v začetku 20. stoletja. Majhen obrambni zid zunaj glavne stene utrdbe je pod bastijonom. Ponsonbyjev steber, postavljen na bastijonu leta 1838, je bil zaradi udara strele uničen leta 1864;
- kurtina mandrača – stena povezuje bastijona svetega Andreja in Salvadorja. Prvotno je bila razdeljena na dva dela, da bi ladje lahko priplule v mandrač, vendar so prehod zazidali, ko so mandrač opustili;
- bastijon svetega Salvadorja je ravna topniška ploščad. V drugi svetovni vojni so bila v bastijon izkopana zaklonišča za zaščito pred letalskimi napadi;
- nemška kurtina je majhna stena severno od bastijona svetega Salvadorja. Znotraj so izkopali zaklonišča in jih včasih imenujejo kar bastijon;
- kurtina svetega Boštjana je majhna stena severno od nemške kurtine. Znotraj so izkopali zaklonišča in jih včasih imenujejo kar bastijon;
- angleška kurtina je dolga stena v bližini nasproti Bavarske hiše. Ima judovsko pristanišče Sally in številna zavetišča pred letalskimi napadi. Rekonstruiran vogalni stolpič je med angleško in francosko kurtino;
- francoska kurtina je dolga stena v bližini zaliva svetega Elma, ki je povezana z utrdbo svetega Elma.

### Obzidje pristanišča (Grand Harbour)
Obzidje ob strani s pogledom na pristanišče izhaja iz bastijona svetega Petra in Pavla nasproti Vallette in se konča pri kurtini svete Ubaldeske v utrdbi svetega Elma. Značilnosti:
- utrdba Lascaris, znana tudi kot baterija Lascaris ali bastijon Lascaris, je avtomatizirana baterija v bližini bastijona svetega Petra in Pavla, ki so jo zgradili Britanci med letoma 1854 in 1856. V trdnjavi so sobe in predori;
- marinska kurtina ali kurtina Liesse  – stene povezujeta bastijon svetega Petra in Pavla ter svete Barbare. Prvotno je imela vrata Del Monte, ki so bila porušena in zamenjana z Viktorijinimi vrati v 19. stoletju;
- bastijon svete Barbare z ravnim sprednjim delom z nizkim parapetom. Vogalni stolpič je na južnem vogalu;
- kurtina svete Lucije – stena povezuje bastijona svete Barbare in svetega Krištofa;
- bastijon svetega Krištofa – dvostopenjski pentagonalni bastijon, danes prerezan za obvoznico Vallette. Na zgornjem delu so spodnji vrtovi Barrakka, medtem ko sta na spodnjem delu spomenik obleganju Bell War in spomenik neznanemu vojaku. Nizka baterija je bila zgrajena v bližini bastijona v 1680-ih, vendar je večina porušena zaradi obvoznice;
- kurtina svetega Lazarja – stena povezuje bastijona svetega Krištofa in svetega Lazarja;
- bastijon svetega Lazarja ima ravno prednjo stran z več britanskimi topovskimi gnezdi in skladiščem.

### Utrdba svetega Elma
Utrdba svetega Elma je najstarejši del mestnega obzidja s poveljstvom za vstop v pristanišče in Marsamxett. Utrdbo in okolico sestavljajo:
- zgornja trdnjava svetega Elma je izvirna zvezdasta trdnjava z dvema polbastijonoma, dvema bokoma in dvema sprednjima stranema, tlemi za parado, vojašnico in velikim kavalirjem;
- bastijon Vendôme je trdnjava, zgrajena leta 1614, ki povezuje francosko kurtino in utrdbo svetega Elma ter ima stolpič. Ko je bila obdana z obzidjem Carafa, je bila spremenjena v skladišče in nato v orožarno. Bastijon je zdaj del Narodnega vojnega muzeja;
- obzidje Carafa  z bastijoni je bilo zgrajeno okoli utrdbe po letu 1687 in ga sestavljajo:
  - bastijon svetega Gregorja, ki je asimetrični bastijon z dolgo levo sprednjo stranjo. Britanci so ga spremenili v  namestitev za topove;
  - kurtina svetega Gregorja, stena povezuje bastijona svetega Gregorja in Brezmadežnega spočetja. Ima različna topovska gnezda;
  - bastijon Brezmadežnega spočetja, znan tudi kot Ballov bastijon, je majhen peterokotni bastijon z več topovskimi gnezdi, skladiščem in prostori za nastanitev topničarjev. Sir Alexander Ball je pokopan v najpomembnejšem delu bastijona;
  - kurtina svete Sholastike – stena povezuje bastijona Brezmadežnega spočetja in svetega Janeza. Ima prostor za top RML 12,5-palčni, 38-tonski, in  druge britanske prilagoditve;
  - bastijon svetega Janeza, znan tudi kot Abercrombiejev bastijon, je  velik asimetričen bastijon na točki svetega Elma na vrhu polotoka Sciberras. V njem je več britanskih topovskih gnezd in skladišče;
  - kurtina svete Ubaldeske, znana kot Abercrombiejeva kurtina, dolga stena povezuje bastijona svetega Janeza in svetega Lazarja s številnimi britanskimi topovskimi gnezdi.

Nekateri vojaški bloki so na območju med zgornjim svetim Elmom in obzidjem Carafa.